# Armelino Donizetti Quagliato
Armelino Donizetti Quagliato, conegut com a Zetti, (10 de gener de 1965) és un exfutbolista brasiler i entrenador.

## Selecció del Brasil
Va formar part de l'equip brasiler a la Copa del Món de 1994.

## Palmarès
São Paulo
- Campeonato Paulista: 1991, 1992
- Campionat brasiler de futbol: 1991
- Copa Libertadores de América: 1992, 1993
- Copa Intercontinental: 1992, 1993
- Recopa Sudamericana: 1993, 1994
- Supercopa Sudamericana: 1993

Santos
- Rio São Paulo: 1997

Brasil
- Copa del Món de futbol: 1994